# Klaagliederen
Klaagliederen (Hebreeuws: איכה, Eechaa, "hoe") is een van de boeken van de Hebreeuwse Bijbel, traditioneel toegeschreven aan Jeremia. De klaagliederen gaan over de verwoestingen en het leed die door de Babyloniërs over het koninkrijk Juda en vooral Jeruzalem met zijn Joodse tempel gebracht zijn.
Dit Bijbelboek wordt onder de Geschriften gerangschikt en daarbinnen onder de Megillot, de feestrollen. Het wordt op de joodse treurdag Tisja be'Aaw in alle synagoges voorgelezen, zowel 's avonds als 's ochtends.

## Naam en plaats in de canon
Zoals gebruikelijk is de Hebreeuwse naam van het boek het eerste woord ervan: Eechaa, "hoe", het beginwoord van een klaaglied (zie 2 Samuel 1:19-27). De Griekse Septuagint noemt het boek threnoi, "klaagliederen", wat in latere vertalingen vaak werd gebruikt.

## Schrijver

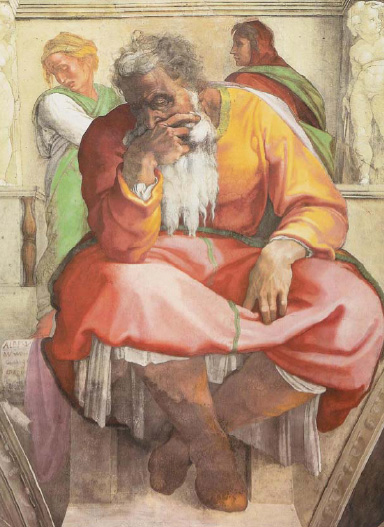
Jeremia op het plafond van de Sixtijnse Kapel (Michelangelo)

Traditioneel wordt Klaagliederen aan Jeremia toegeschreven, maar het boek zelf geeft daar geen informatie over. Deze traditie wordt gevonden in late bronnen, zoals de Talmoed, de Targoem en een inleiding die in de Septuagint boven het boek werd gezet, waarschijnlijk op grond van 2 Kronieken 35:25. Volgens de traditie trok Jeremia zich na de vernietiging van Jeruzalem door Nebukadnezar II in een grot buiten de Damascus-poort terug waar hij zijn boek schreef. Volgens het boek Jeremia werd hij ontvoerd naar Egypte (Jeremia 43-44).
Diverse hedendaagse theologen vermoeden een groep dichters en componisten. Zij zouden dan van het werk van Jeremia kennisgenomen en gebruik hebben gemaakt (Renkema, 1993). Volgens Easton werd eind 19e eeuw door de inwoners van het toenmalige Jeruzalem nog een grot in een heuvel bij de westelijke poort aangewezen als de 'grot van Jeremia'. "Daar, in die intense houding van verdriet, door Michelangelo vereeuwigd, kan Jeremia, voordat hij ontvoerd werd, getreurd hebben over de val van zijn land".
Vanwege het vermeende auteurschap van de Klaagliederen wordt een lange klacht wel een 'jeremiade' genoemd.

## Inhoud en dichtvorm
De geest, toon, taal, woordkeus en onderwerpen zijn die van een volk dat bijna alles kwijt is geraakt. Het boek bevat vijf afzonderlijke gedichten. In hoofdstuk 1 laat de auteur zijn gedachten dwalen over het vele leed dat de stad overkomen is, terwijl de stad nu zit "als een eenzame weduwe, die alleen gezeten weent."
In hoofdstuk 2 worden deze verwoestingen beschreven in verband met de nationale zonden die er aan ten grondslag liggen. Hoofdstuk 3 spreekt over de hoop voor het volk van God. De kastijding is gericht op hun herstel, een betere dageraad ligt in het verschiet. Hoofdstuk 4 betreurt de verwoestingen die over stad en tempel gekomen zijn, maar voert dit alleen op de zonden van het volk terug. Hoofdstuk 5 is een gebed dat Sions bestraffing mag worden weggenomen in de bekering en het herstel van het volk.
Kenmerken van Bijbelse poëzie die we in Klaagliederen vinden zijn:
- Parallellisme: 4:11:

De HERE heeft zijn woede uitgevierd
zijn brandende toorn vergoten
- Beeldspraak: Jeruzalem wordt geschilderd als een weduwe die alles, inclusief man en kinderen kwijt is.
- De eerste vier gedichten zijn acrostichons, zoals ook bijvoorbeeld Psalm 25, 34, 37 en 119. In een Bijbels acrostichon begint ieder vers of regel met een opvolgende letter van het Hebreeuwse alfabet.
- De zorgvuldige opbouw.

Het eerste, tweede en vierde klaaglied hebben elk 22 verzen, conform het aantal letters in het Hebreeuwse alfabet. Het derde klaaglied heeft er 66, driemaal dit aantal, doordat er telkens drie opeenvolgende verzen zijn die met dezelfde letter beginnen. Het vijfde klaaglied is niet acrostisch, maar heeft wel 22 verzen.
Het derde lied is het centrum; midden in het boek staat de dichter in volhardend gebed (3:55-66). Lied 4 gaat over honger en vernedering, lied vijf over de ontwrichting van het land. Het slotlied heeft het aantal verzen en de opbouw van een acrostichon, maar is het niet.
Waarschijnlijk wil de dichter hiermee uitdrukken, dat het dit slot voortijdig is en dat er gebeden moeten blijven worden gezegd.

## Muziek
Verschillende componisten hebben werken geschreven op de tekst van de Klaagliederen. Met name de composities van Orlando di Lasso, Thomas Tallis, Cristóbal de Morales, Alberto Ginastera, Ernst Křenek en Igor Stravinski zijn bekend. Een bijzondere vorm van de toonzetting van de Klaagliederen zijn de Leçons de Ténèbres.